# Charmaine McMenamin

a Compétitions nationales et continentales officielles uniquement.

b Matchs officiels uniquement.
Dernière mise à jour le 27 octobre 2024.
Charmaine McMenamin, née le 13 mai 1990 à Wellington (Nouvelle-Zélande), est une joueuse internationale néo-zélandaise de rugby à XV évoluant en troisième ligne. Elle fait désormais partie de l'encadrement technique des Blues en Super Rugby Aupiki.

## Biographie
Charmaine McMenamin naît le 13 mai 1990 à Wellington en Nouvelle-Zélande. Elle pratique d'abord le rugby à XIII et devient internationale néo-zélandaise en 2010.
En 2013, elle devient une internationale néo-zélandaise de rugby à XV.
En 2017, elle est sélectionnée pour la Coupe du monde en Irlande.
En 2019, elle est élue internationale de l'année par la New Zealand Rugby Players Association.
En juin 2021, en plein match, elle perd progressivement toute sensibilité dans ses jambes : un problème de colonne vertébrale (exostose) menace sa carrière sportive. Ce n'est qu'au mois d'octobre qu'elle apprend qu'elle est opérable. Elle subit une lourde intervention chirurgicale puis suit une rééducation intensive et revient sur les terrains après un an d'arrêt.
En 2022, elle joue pour la franchise des Blues. Elle compte 27 sélections en équipe nationale quand elle est retenue en septembre pour disputer la Coupe du monde que les Black Ferns disputent et remportent à domicile.
En 2023, elle rate la première édition du WXV sur blessure.
En 2024, elle remporte le Super Rugby Aupiki avec les Blues. Non sélectionnée en équipe nationale, elle dispute trois rencontres de Farah Palmer Cup avec Auckland puis met un terme à sa carrière de joueuse. Elle intègre l'équipe technique des Blues.

## Palmarès

### En province
- Vainqueur du National Provincial Championship en 2011, 2012, 2013, 2014 et 2015.
- Vainqueur du Super Rugby Aupiki en 2024.

### En équipe nationale
- Vainqueur de la Coupe du monde en 2017 et 2021.